# Renata Mauerová
Renata Małgorzata Mauer-Różańska (* 23. dubna 1969 Nasielsk) je bývalá polská sportovní střelkyně, dvojnásobná olympijská vítězka. Od roku 1989 byla členkou klubu WKS Śląsk Wrocław a věnovala se střelbě ze vzduchovky a malorážky.
V roce 1990 získala stříbrnou medaili na mistrovství světa ve sportovní střelbě. Na barcelonské olympiádě v roce 1992 obsadila 14. místo ve střelbě z malorážky na 50 m a 17. místo ve střelbě ze vzduchovky na 10 m. V roce 1994 obsadila třetí místo na světovém šampionátu. V roce 1995 vyhrála finále Světového poháru v Mnichově. Na LOH 1996 zvítězila ve střelbě ze vzduchovky a byla třetí ve střelbě z malorážky. Po tomto úspěchu byla zvolena polskou sportovkyní roku a byl jí udělen Řád znovuzrozeného Polska.
V roce 1997 vyhrála dvě disciplíny na mistrovství Evropy ve sportovní střelbě a v roce 1998 se stala vicemistryní světa ve střelbě ze vzduchové pušky na 10 m. Na olympiádě v roce 2000 vyhrála střelbu z malorážky, zatímco obhajoba titulu na 10 m vzduchová puška se jí nezdařila a skončila až patnáctá. Naposledy startovala na olympiádě v roce 2004 a obsadila deváté a sedmnácté místo. Kariéru ukončila v roce 2013.
Vystudovala Ekonomickou univerzitu ve Vratislavi. Působí jako trenérka a pedagožka. V letech 2010 až 2018 byla vratislavskou radní zvolenou na kandidátce Občanské platformy.